# Pomezí (Všeruby)
Pomezí (do roku 1949  Šprymberk, německy Springenberg) je malá vesnice, část městyse Všeruby v okrese Domažlice v Plzeňském kraji. Nachází se asi 2,5 kilometru jihovýchodně od Všerub. Je zde evidováno 13 adres. V roce 2011 zde trvale žilo dvanáct obyvatel.
Pomezí leží v katastrálním území Pomezí na Šumavě o rozloze 2,69 km². a Sruby na Šumavě o rozloze 4,81 km².

## Historie
První písemná zmínka o vesnici pochází z roku 1621.

## Obyvatelstvo
| Rok            | 1869 | 1880 | 1890 | 1900 | 1910 | 1921 | 1930 | 1950 | 1961 | 1970 | 1980 | 1991 | 2001 | 2011 | 2021 |
| -------------- | ---- | ---- | ---- | ---- | ---- | ---- | ---- | ---- | ---- | ---- | ---- | ---- | ---- | ---- | ---- |
| Počet obyvatel | 359  | 370  | 368  | 337  | 369  | 371  | 350  | 50   | 44   | 47   | 25   | 17   | 18   | 12   | 12   |
| Počet domů     | 48   | 49   | 51   | 58   | 57   | 60   | 62   | 41   | 41   | 11   | 9    | 9    | 9    | 9    | 11   |

## Obecní správa
Při sčítání lidu v letech 1850–1909 Pomezí bylo osadou obce Hyršov v okrese Domažlice. V letech 1910–1949 bylo samostatnou obcí v okrese Domažlice. V letech 1950–1984 bylo znovu osadou obce Hyršov v okrese Domažlice. Od 1. ledna 1985 je částí městyse Všeruby v okrese Domažlice.

## Galerie

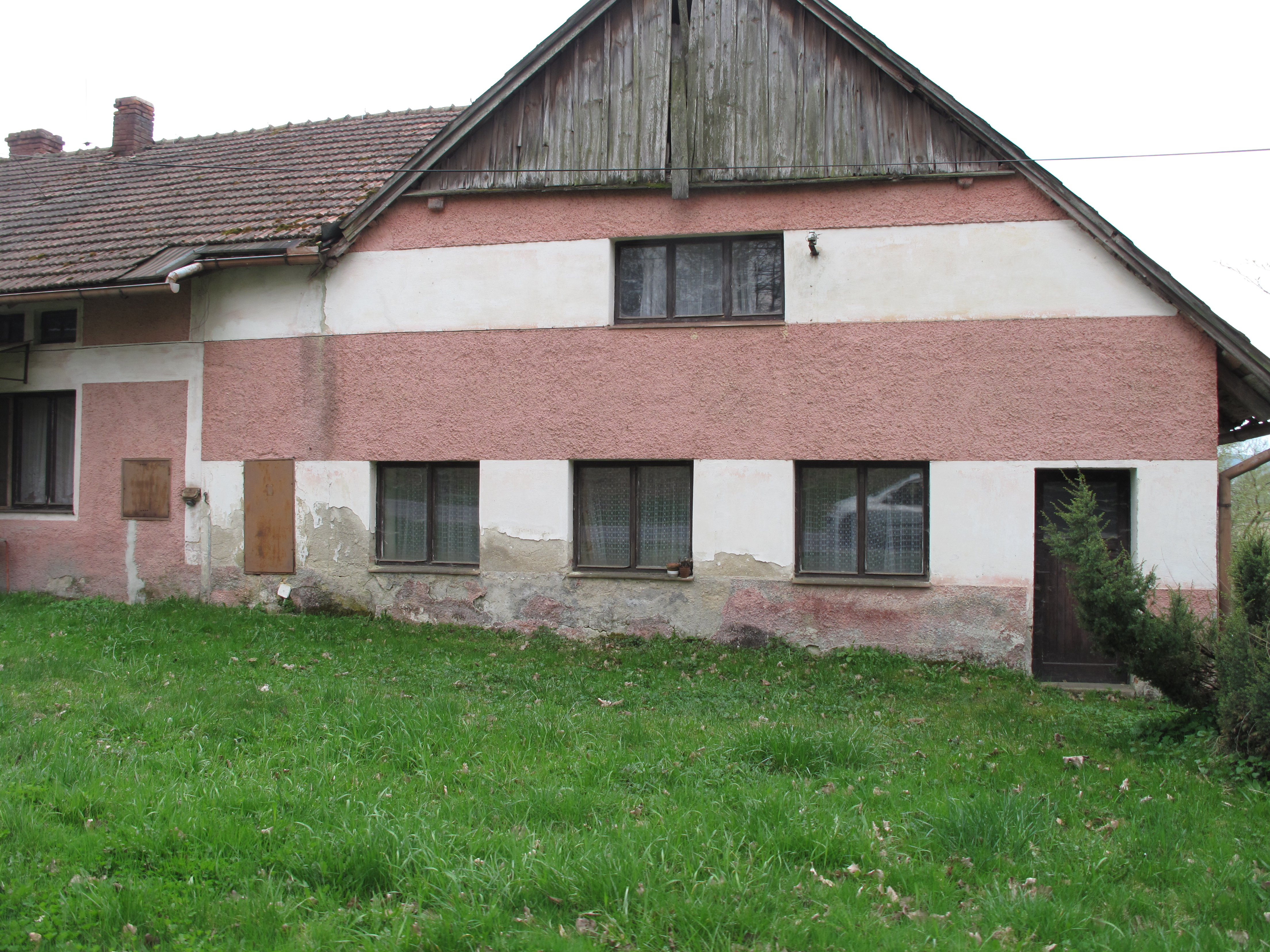
Místní dům
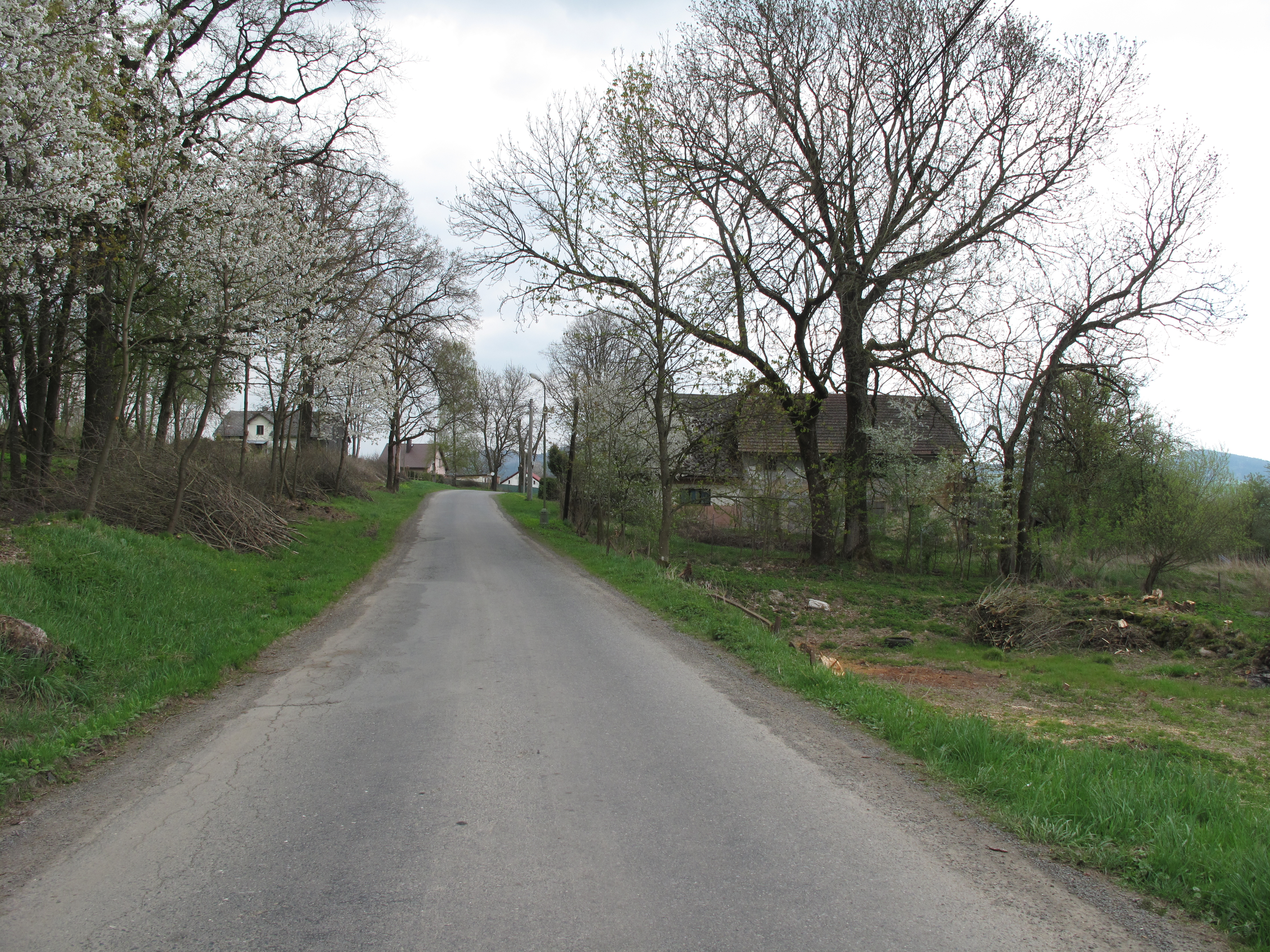
Cesta vsí
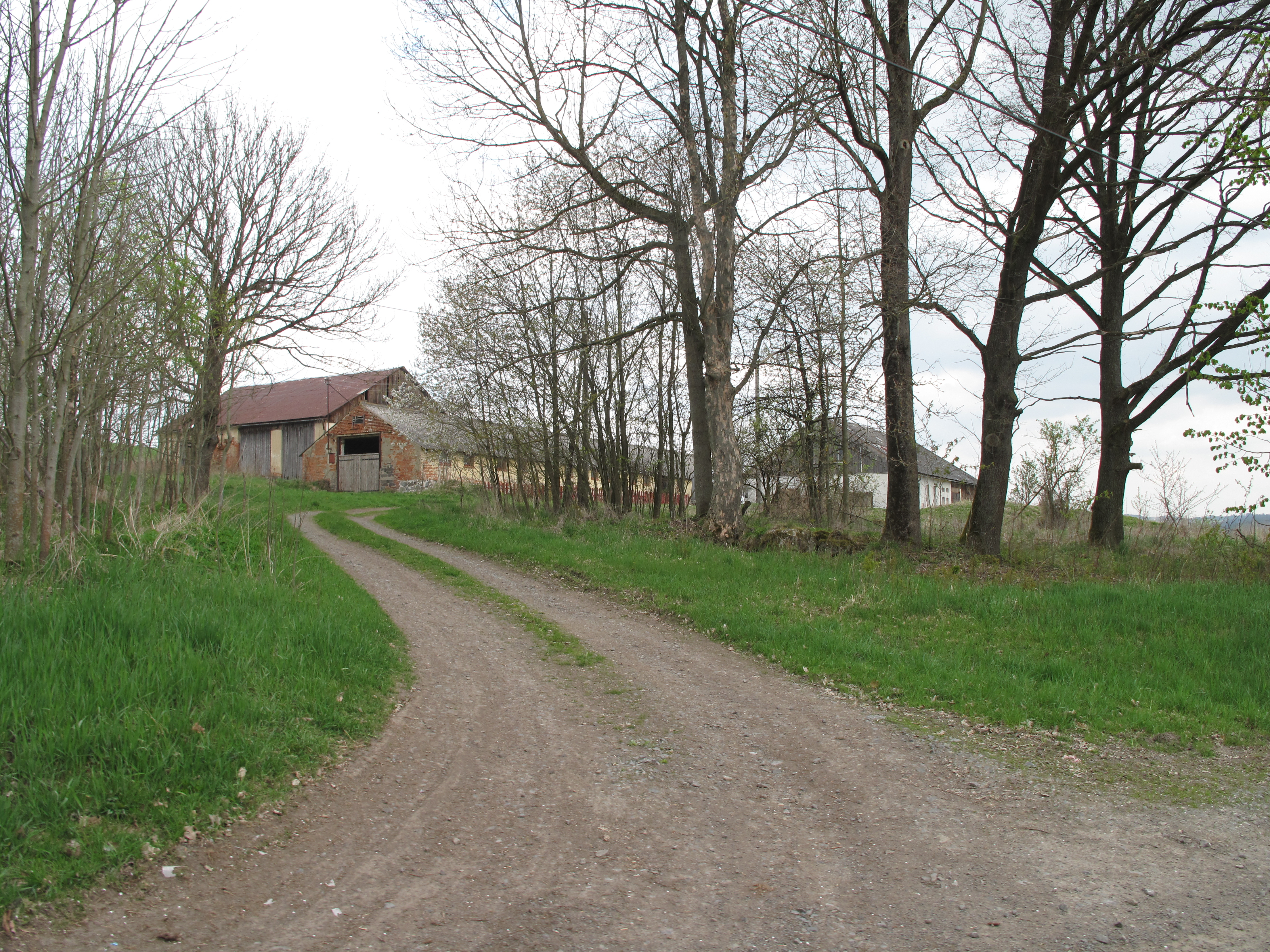
Místní statek